# Dolmen de Ty-ar-Boudiged
Le dolmen de Ty-ar-Boudiged ou dolmen de la Maison des Fées est un dolmen du type « chambre en V », situé sur la commune de Brennilis, dans le département français du Finistère. Ce type de construction mégalithique est plutôt rare dans le centre du Finistère mais courant dans le sud.

## Historique
Le dolmen est représenté sur le cadastre napoléonien, au milieu d'une grande parcelle de terre.  Il est mentionné pour la première fois par R.-F. Le Men en 1876. Il vient alors d'être acheté par R. de Kerret, membre de la Société archéologique du Finistère, afin d'en assurer la conservation. Ce dernier y pratique une fouille sommaire durant laquelle il découvre des tessons d'un vase décoré dont il fait don musée archéologique de Quimper. En 1878, du Kerret donne le monument à la Société archéologique du Finistère et une petite borne attestant de ce don est placée au sommet de l'édifice. Paul du Châtellier en dresse un premier plan en 1907, plan sur lequel l'orientation du monument est erronée et son architecture partiellement extrapolée. Fin 1929 ou début 1930, à la demande de Saint-Just Péquart, un pilier de maçonnerie fut édifié à l'intérieur de la chambre pour renforcer une table de couverture fissurée. En 1956, Pierre-Roland Giot fait une première demande de classement du monument qui demeure sans suite. En 1965, Jean L'Helgouach mentionne l’édifice comme l'exemple le mieux conservé des « sépultures en  V ». Il en réalise un plan exact ainsi qu'une élévation et une coupe transversale.  
Le monument est propriété du département du Finistère depuis 1987. Michel le Goffic y mène deux campagnes de fouille en 1990 et 1991 préalablement à une restauration partielle avant ouverture au public.
Le classement ou l'inscription  du dolmen au titre des monuments historiques avait été demandé par la Société archéologique du Finistère dès 1968, demande qui fut renouvelée en 1989 mais cette inscription ne survient finalement que par arrêté du 18 septembre 1995.

## Architecture
Le dolmen est inclus dans un tertre piriforme, dont le grand axe est orienté ouest-nord-ouest/est-sud-est, entouré d'un péristalithe dont la partie arrière est détruite. 

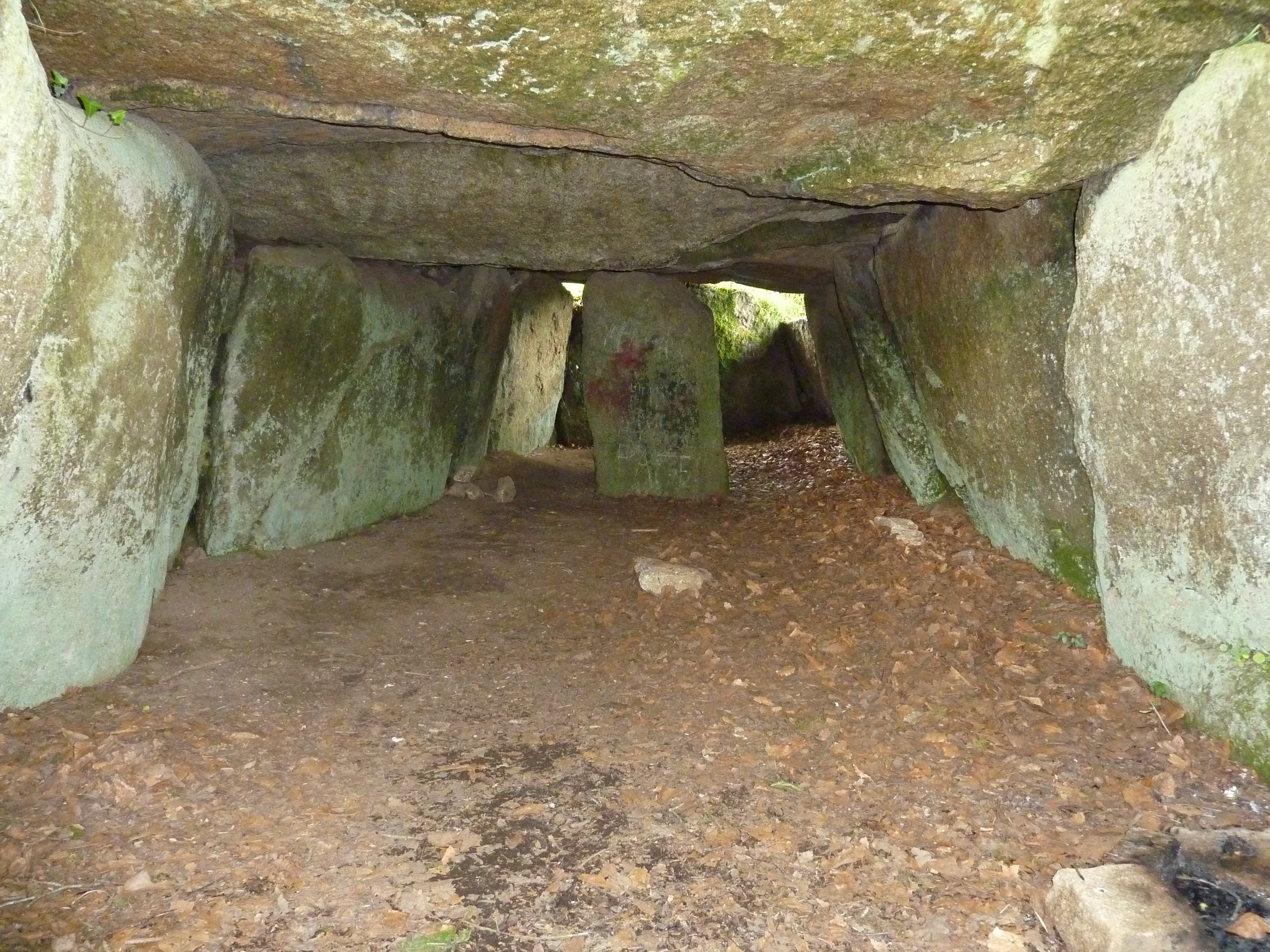
Vue de l'intérieur de la chambre.

### Le dolmen
Il mesure 13,40 m de long. L'édifice est du type sépulture en « V » : la chambre s'élargit progressivement et passe de 1,20 m de largeur à l'entrée à 2,20 m au niveau de la dalle de chevet. La hauteur sous dalle s'accroît également depuis l’entrée (1,20 m) jusqu'au fond (1,73 m). La paroi nord est pratiquement rectiligne, elle est constituée de sept orthostates dont trois se chevauchent. La paroi sud commence par s'évaser puis s'aligne parallèlement à l'axe central. Elle comporte six orthostates. Ces piliers sont légèrement inclinés vers l'intérieur de la chambre. L'ensemble est recouvert de trois grandes tables de couverture, celle du fond étant particulièrement massive (5,50 m de long sur 5 m de large et 0,70 m d'épaisseur, poids estimé à 40 tonnes) mais comportant une cassure qui a pu servir d'entrée dans la chambre pour des pilleurs de tombe. Sur une longueur de 5,00 m environ, il manque deux à trois dalles de couverture près de l'entrée
La dalle de chevet est subtrapézoïdale (1,70 m hauteur, 2,75 m de largeur à la base et 2,00 m au sommet). Un orthostate se dresse au milieu de la chambre, à 3,20 m de la dalle de chevet, placé obliquement par rapport à l'axe et sans toucher la table de couverture. Il pourrait s'agir d'une stèle ou d'une cloison. Le premier pilier nord de l'entrée de la chambre comporte trois encoches correspondant à une tentative de débitage.
Les dalles sont en granite porphyroïde d'origine locale.

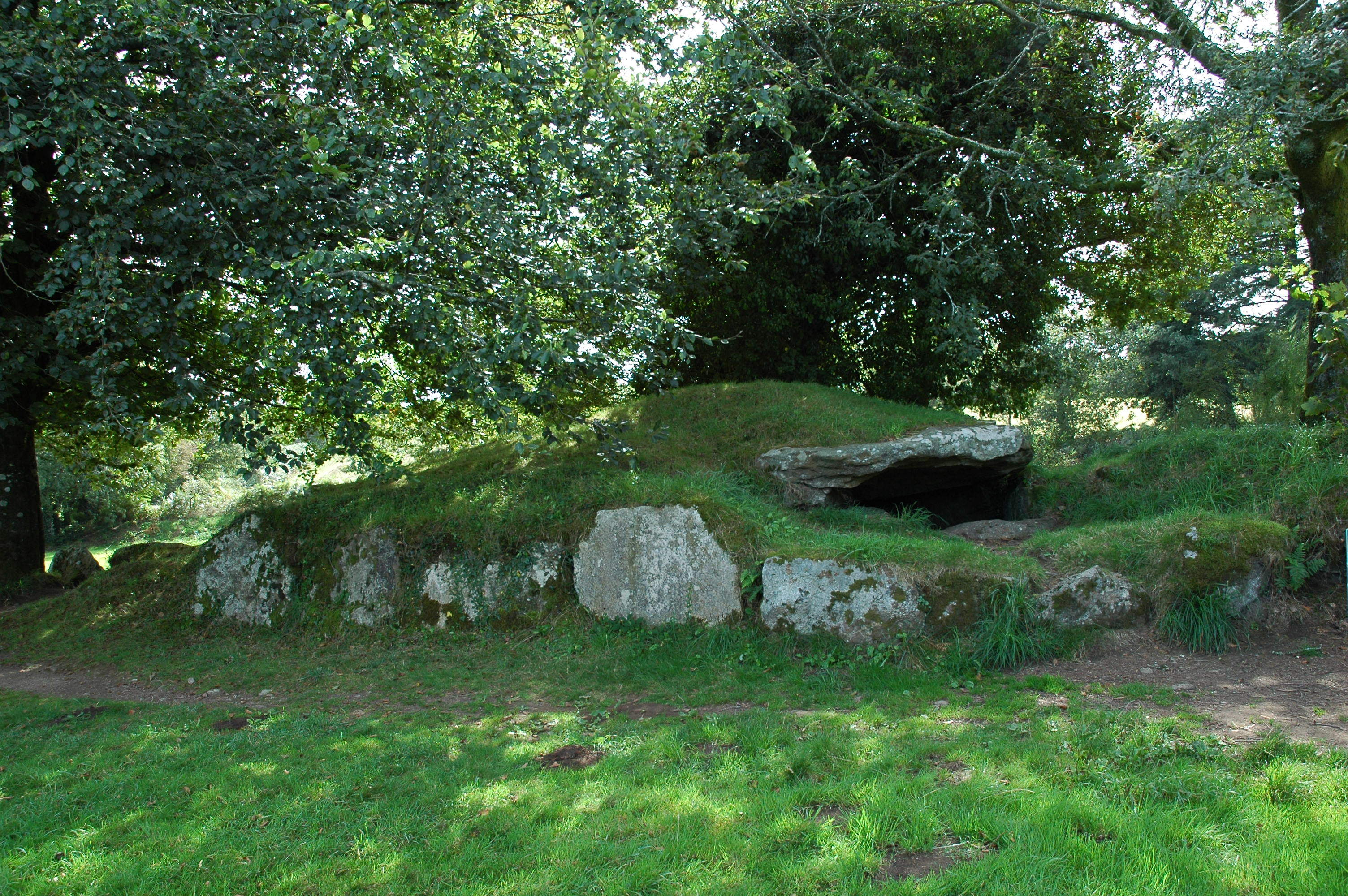
Orthostates du péristalithe au premier plan.

### Le tertre
La partie ouest a été endommagée et tronquée par les activités agricoles mais la découverte d'un orthostate, parallèlement à la dalle de chevet et à 4,00 m de celle-ci permet de connaître l'extension maximale du péristalithe puisque les deux branches, en forme de croissant, de celui-ci convergent vers cette dalle longue de 2,35 m qui dépasse à peine du sol actuel. En raison de cette faible hauteur, en l'état, cette dalle ne semble pas faire partie du péristalithe. Michel Le Goffic a émis en conséquence deux hypothèses : soit la dalle correspond bien à un orthostate du péristalithe initial qui fut brisé à une époque très ancienne et dont les traces de fracture sont désormais complètement effacées par l'érosion naturelle, soit la hauteur de la dalle correspond bien à sa hauteur initiale mais la dalle n'était pas un élément du péristalithe mais une dalle de seuil correspondant à une cella placée derrière la dalle de chevet, comme il en existe dans plusieurs autres monuments similaires.

## Matériel archéologique
L'intérieur du dolmen ayant été pillé à une époque inconnue, le matériel archéologique découvert lors des fouilles de 1990-1991 provient uniquement du tertre et des abords de l'entrée, probable conséquence du vidage de la chambre lors de son pillage. En dehors des éléments médiévaux ou contemporains, un petit mobilier néolithique a aussi été mis au jour. Le mobilier lithique inclut trois disques en schiste bleu (couvercles de vase ?), une dizaine d'éclats et un petit grattoir en silex, trois percuteurs en quartz et quartzite, un fragment de molette en grès. Le mobilier céramique est très fragmentaire : une centaine de tessons d'un vase à fond plat de type « pot de fleur » de facture très grossière avec une pâte mal cuite utilisant un dégraissant d'origine granitique, des tessons de deux vases type « pot de fleur » de meilleure qualité, des fragments de vase montés au colombin à pâte fine, des fragments de deux gobelets campaniformes à décor de pointillés et lignes parallèles.
Les analyses au radiocarbone des échantillons de charbon de bois indiquent une période comprise entre -3497 et -3053 av. J.-C..

## Folklore
Le dolmen est la maison des fées (Ty-ar-Boudiged en breton) mais il aurait été bâti par des nains qui y habitaient et menaient une guerre perpétuelle contre les géants qui habitaient à Mougau-Bihan. Dans une variante de cette légende, l'édifice est habité par des korrigans. Les fiancés venaient y prêter serment. Les korrigans veillaient à la protection de la vertu de la fiancée et punissaient très sévèrement le fiancé si celui-ci s'était montré trop entreprenant avant le mariage.
Selon une autre tradition rapportée par l'abbé Abgrall, le dolmen serait la tombe d'un géant qu'il fallut plier en neuf pour l'y faire entrer, mais cette légende pourrait en fait correspondre à un affleurement rocheux naturel, dont la forme évoque celle d'un dolmen, situé près du cimetière de Brennilis et connu sous le nom de Bez-Guevrel ou « tombe de Gargantua ».